# Trypeticus gomyi
Trypeticus gomyi är en skalbaggsart som beskrevs av Kanaar 2003. Trypeticus gomyi ingår i släktet Trypeticus och familjen stumpbaggar. Inga underarter finns listade i Catalogue of Life.